# Flamanville (Seine-Maritime)
Flamanville is een gemeente in het Franse departement Seine-Maritime (regio Normandië) en telt 343 inwoners (1999). De plaats maakt deel uit van het arrondissement Rouen.

## Geografie
De oppervlakte van Flamanville bedraagt 4,5 km², de bevolkingsdichtheid is 76,2 inwoners per km².
De onderstaande kaart toont de ligging van Flamanville (Seine-Maritime) met de belangrijkste infrastructuur en aangrenzende gemeenten.

## Demografie
Onderstaande figuur toont het verloop van het inwonertal (bron: INSEE-tellingen).